# キンヨウグモ
キンヨウグモ Menosira ornata は、アシナガグモ科のクモ。細長い足を持ち、成体は網を張らずに昆虫などを捕らえる。

## 特徴
体長は雌で8-10mm、雄では6-7mm。頭胸部は黄褐色で中央はやや暗い色。歩脚は黄色で、脛節など何カ所かの末端部が黒くなっている。歩脚には鋭い棘状の毛が多く並ぶ。腹部は長卵形で、正中線沿いに、前後に分かれた黄色い斑紋があり、その周囲が赤色で縁取られ、美しい。ただしアルコール標本では退色し、白っぽくなる。

## 分布と生育環境
日本では北海道・本州・四国・九州から知られ、国外では韓国から知られる。里山から山地まで、林道や渓流沿いに見られ、樹木の葉裏で発見される。

## 生態
アシナガグモ科は円網を張るクモの群であるが、このクモについては長らくその網も獲物の捕獲法も観察されなかった。現在では、成体は網を張らないことが知られている。3齢ないし4齢の幼生までは水平円網を作ることが知られている。成体は昼間は葉裏に潜み、夜間に活動し、葉の間に荒く引いた糸にぶら下がり、接近する昆虫やクモを長い歩脚で引き寄せるようにして捕獲する。クモは葉先に糸を張り、そこにぶら下がるようにして、獲物を待つ。この糸は、少数ではあるが円網の縦糸の形に似ており、これは円網の横糸が省略された形ではないかと新海は指摘している。この糸をたどってきたクモや、その糸の回りに接近した飛翔昆虫を捕獲するものとしている。

## 分類
本種の所属するアズミグモ属には本種のみが含まれる単形属である。八木沼(1960)はこの属にもう1種、キヌキリグモ Herbiplantes cericeus を含めているが、現在ではこの種はサラグモ科とされている。
なお、和名については金曜蜘蛛の意であるが、特に金曜に関わりはない。ドヨウグモが「土用のクモ」であるのを知った上で、千国安之輔がそれを土曜蜘蛛と見て、『土曜があるなら金曜があっていい』としてこのクモにこの名を付けた、とされる。